# Saint Etienne
A Saint Etienne egy 1990-ben alapított angol dance együttes Londonból. Az 1991-ben megjelent Foxbase Alpha című albumuk szerepel az 1001 lemez, amit hallanod kell, mielőtt meghalsz című könyvben.

## Diszkográfia
- Foxbase Alpha (1991)
- So Tough (1993)
- Tiger Bay (1994)
- Good Humor (1998)
- Sound of Water (2000)
- Finisterre (2002)
- Tales from Turnpike House (2005)
- Words and Music by Saint Etienne (2012)
- Home Counties (2017)
- I've Been Trying to Tell You (2021)

## Fordítás
- Ez a szócikk részben vagy egészben  a   Saint Etienne (band) című angol Wikipédia-szócikk fordításán alapul.  Az eredeti cikk szerkesztőit annak laptörténete sorolja fel. Ez a jelzés csupán a megfogalmazás eredetét és a szerzői jogokat jelzi, nem szolgál a cikkben szereplő információk forrásmegjelöléseként.